# ボンバーマンGB2
『ボンバーマンGB2』（ボンバーマンジービー2、英題：Bomberman GB）は、ハドソンが開発し1995年8月10日に発売された固定画面アクションゲーム。『ボンバーマンシリーズ』のゲームボーイ用ソフト第3作目。
1996年発売のゲームボーイ用ソフト『ボンバーマンコレクション』にて、『ボンバーボーイ』および前作『ボンバーマンGB』と共に再録されている。

## ゲームモード

### ストーリーモード
8つのエリアから成り、1エリアは5面+ボス戦1面で構成されている。それぞれのエリアには2つのクリア条件が設定されており、エリア開始時にどちらかを選ぶ。クリア条件は「レッスンモード」で試すことができる。『ボンバーマンGB』の、各エリアのボスを倒すとアイテムが手に入るシステムを引き継いでいる。

### バトルモード
スーパーゲームボーイ対応で4人同時対戦ができる。尚、ゲームボーイでもパスワードを『5656』と入力すれば対戦が可能（相手はCOMのみ）。

### レッスンモード
ステージのクリア条件やトラップの種類を確認して、実際にプレイをして練習するモード。このモードのみ操作するキャラクターがインディーボンバーではなく、ボンバーマンになる。

## ストーリー
あらゆる願いを叶えると云われる伝説の秘宝を求めて旅するインディーボンバー。ついにその秘宝のありかを突き止めたその時、地割れに呑まれ地中深く落ちてしまった。こうしてインディーボンバーの新たなる冒険が始まる。

## ステージ構成

### ストーリーモード
地下エリア
最初のエリア。インディーボンバーが落ちてしまった地下空間の中。ボスは「カース」。倒すと「ムチ」（他のボンバーマンシリーズにおける「ボムキック」と同じ）が手に入る。
沼エリア
第2のエリア。沼に囲まれている。ボスは「マッドポッド」。倒すと「ダッシュ」が手に入る。
町エリア
第3のエリア。古代の町の遺跡。ボスは「コリントマン」。倒すと「ラインボム」が手に入る。
ピラミッドエリア
第4のエリア。強敵が多い。ボスは「ダイマミー」。倒すと「タックル」が手に入る。
砂漠エリア
第5のエリア。砂漠の中の遺跡。ボスは「サンドクロウラ」。倒すと「モトボンバー」が手に入る。
洞窟エリア
第6のエリア。暗闇に包まれる。ボスは「フレイムカップ」。
密林エリア
第7のエリア。ジャングルの中。ボスは「ジャングルヘッド」。倒すと「フルパワー」が手に入る。
最終エリア
全エリアのボスが勢ぞろいで登場する。ラストボスは「ゴールドマスク」で、第2形態は「デススカル」

### バトルモード
ステージ1
特に何も仕掛けのないステージ。
ステージ2
ボムキックで矢印に乗るとその方向に流れるステージ。
ステージ3
ワープするほこらがあるステージ。
ステージ4
毒ガスが吹き出ているステージ。これに触れると一定時間動きが遅くなる。
ステージ5
時間が経つにつれ、暗くなっていくステージ。爆風を当てることで明るくなる。
ステージ6
フル装備の状態で対戦するステージ。

## 登場キャラクター
インディーボンバー
『GB2』の主人公。遠い昔に凄腕の冒険家として名を馳せていたボンバーマンで、白ボンバーマンの祖先である。
名前どおりソフト帽にレザージャケット、ムチ装備のインディ・ジョーンズスタイルで、ムチを使って爆弾を飛ばす事ができる（ボムキックと同様の効果）。
バトルモードでは1プレイヤーキャラクターを担当する。
白ボンバーマン
バトルモードとレッスンモードのみ登場し、レッスンモードプレイヤーと2プレイヤーキャラクターを担当する。
黒ボンバーマン
バトルモードのみ登場する。3プレイヤーキャラクターを担当する。
プリティボンバー
バトルモードのみ登場する。4プレイヤーキャラクターを担当する。
カース
鬼のような顔面。目から雑魚敵を2匹吐き出す。雑魚敵がボスにくっついている時は無敵。
マッドポット
壺に入っているカエル。回転している間は無敵。
コリントマン
石柱の姿をしたボスキャラ。飛んで追いかけている間は無敵。
ダイマミー
全身に包帯を巻いたミイラ。途中で止まりながらも非常に速く動き、3方向へビームを放つ。
サンドクロウラ
サソリ。動いている間は無敵。両手のハサミと尻尾を飛ばしてくる。
フレイムカップ
杯に火が灯された姿をしたボスキャラ。ジャンプしながら追いかけてきて、火球を一発ずつ発射する。
ジャングルヘッド
巨大な仮面。炎を吐いたり、たいまつ型ブーメランを2本放ったりして攻撃してくる。
ゴールドマスク
本作のラスボス。前半はグルグルと回りながら弾を吐く。この間は無敵。後半は二つに分裂し、レーザーを放つ。色が白い方にしかダメージが入らず、なおかつ一度ダメージを与えると色が入れ替わる。
デススカル
ゴールドマスクを倒すと現れる第二形態。攻撃は単調ではあるが、体力が非常に高いうえに残像を残しながら素早くインディーボンバーを追いまわす。また、一瞬止まった時に弾を放つ。ほとんどの敵同様に止まっている時にしかダメージを与えられないが、止まっている時間が非常に短い。

## スタッフ
- ゲーム・デザイン：ちくだゆうこ
- グラフィック：池田陽介
- プログラム：いけだともなり
- サウンド・スタッフ
  - 作曲：福田裕彦
  - オペレーター：守尾崇
  - サウンド・ディレクター：中神紀之
  - 音楽制作：電気未来社
- 原画：水野祥司、吉見直人
- アドバイザー：阿諏訪理子、渡辺達光、東明彦、滝本利昭
- スーパーバイザー：松永智史、大久保則雄、緒方健次
- スペシャル・サンクス：藤原茂樹、白水薫里、澤口岳志、高橋抄太
- ディレクター：五井智久
- プロデューサー：宮本徳人

## 評価
ゲーム誌『ファミコン通信』の「クロスレビュー」では7・5・4・5の合計21点（満40点）、『ファミリーコンピュータMagazine』の読者投票による「ゲーム通信簿」での評価は以下の通り、19.3点（満30点）となっている。
| 項目 | キャラクタ | 音楽 | お買得度 | 操作性 | 熱中度 | オリジナリティ | 総合 |
| 得点 | 3.6        | 3.0  | 3.1      | 3.2    | 3.4    | 3.1            | 19.3 |